# Sánchez Taboada (Tijuana)
La Delegación Sánchez Taboada es una demarcación territorial y administrativa del municipio de Tijuana, en Baja California, México, ubicada al sureste geográfico de la ciudad. Es un distrito suburbano caracterizado por una gran cantidad de zonas habitacionales irregulares, pobremente urbanizados y conflictivos de Tijuana. Cuenta también con algunos parques industriales.

## Historia
El nombre de Sánchez Taboada hace honor a Cornelio Rodolfo Sánchez Taboada, militar y político mexicano nacido en 1895 en Puebla y que combatió en contra de la dictadura de Victoriano Huerta a lado de los constitucionalistas. En 1937 fue designado gobernador del Territorio Norte de Baja California, donde permaneció hasta 1944, en el contexto de la Segunda Guerra Mundial.
En los años 70s, un movimiento de invasión dirigida por Alejandro Herrera Bejarano y Roxana Soto, fundó la colonia Camino Verde. Se trató de la toma ilegal de 100 lotes pertenecientes a Ernesto Ellis y Ernesto Gabilondo. En 1973, tras meses de haber sido desalojados por las autoridades, realizaron de nuevo otro intento de invasión, con alrededor de 600 familias. No fue hasta en la década de los 80s, cuando se constituye oficialmente la colonia Camino Verde; para el año 2000 contaba con 45 mil habitantes. En 1979, con la apertura de la Presa Abelardo L. Rodríguez y la inundación de quienes habitaban en el Río Tijuana, fue creado el Fraccionamiento Rodolfo Sánchez Taboada, a donde fueron reubicados los colonos del río. En enero de 1993, con las lluvias fuertes que se registraron en la ciudad, hubo deslizamientos e inundaciones, así como casas arrasadas por la corriente de agua.
En 2004, tras el crecimiento poblacional de toda la zona, se creó la Delegación Sánchez Taboada Desde 2008, la violencia se ha incrementado en la demarcación, siendo constantemente la que más número de delitos registra en Tijuana. En julio de 2015 se registraron los primeros deslizamientos en la colonia Sánchez Taboada. En diciembre de 2019, se declaró Zona de Desastre Natural  con la finalidad de reubicar a los habitantes y demoler cientos de casas en peligro.

## Paisaje Urbano
La delegación Sánchez Taboada colinda al noroeste con la delegación  Centro, al este con  La Mesa, al oeste con la delegación San Antonio de los Buenos y al sur con  La Presa Este.   
El distrito está compuesto en su mayoría por lomas y cañones, que debido al asentamiento irregular, ha sido uno de los puntos con más deslizamientos de tierra y taludes. Las calles en su mayoría se encuentran en pendientes y son pocas las zonas planas.   

### Barrios o colonias
Entre los más barrios más populares de la delegación se encuentran la colonia Sánchez Taboada, que da nombre a la demarcación; Reforma, Cañón del Sainz, Pacífico, La Esperanza, Camino Verde, Amparo Sánchez, Emperadores, El Valle, entre otros.

### Lugares de interés
Debido a que la delegación está compuesta principalmente de zonas habitacionales e industriales, no representa un distrito turístico para la ciudad, siendo más una área suburbana de Tijuana. Pese a ellos, de dicha zona destacan los siguientes lugares: 
- Unidad Deportiva Unisantos
- Comandancia Regional Sur Margarito Antonio Saldaña
- Panteón  Municipal #5
- Auditorio Zonkeys
- Parque Municipal Camino Verde
- Centro Comercial Pacífico
- Casa de las Ideas Tijuana Innovadora
- Centro de Justicia para las Mujeres del Estado
- Unidad Deportiva Sánchez Taboada
- Jardín de Niños La Esperanza
- Anfiteatro Marucana del Colegio La Esperanza

### Educación
En la delegación hay 9 primarias públicas, 9 secundarias públicas de diferente modalidad y 6 preparatorias; entre las más destacadas se encuentran: 
- Cobach Extensión Rubén Vizcaíno
- Cecyte Pacífico
- Cecyte Cachanillas
- Cecyte Lázaro Cárdenas
- Cecyte Urbivillas
- Colegio La Esperanza
- Secundaria 82 Josefina Rendon Parra
- Telesecundaria No. 24 "Pablo Casals"
- Escuela Secundaría Técnica No.42
- Escuela Secundaria General No.22 Batalla de Chapultepec
- Escuela Secundaria General No 27

## Movilidad

### Transporte
Entre las líneas de transporte que cubren la zona se encuentran las unidades llamadas "Calafias" y otros microbuses, que van desde distintos puntos de la delegación hasta la base localizada en La Mesa, conocida como 5 y 10. Otros más llegan hasta el Centro o bien, a las colonias del Bulevar 2000. 

### Vialidades
Las principales rutas viales conectan la delegación con el resto de la ciudad, pese a las condiciones orográficas, que dificulta la movilidad en la zona. 
De oeste a este:
- Avenida Panamericana
- Avenida Popocatépetl
- Avenida 3 de octubre
- Calle Miguel Hidalgo

De norte a sur:
- Libramiento Salvador Rosas Magallón
- Avenida Pacífico
- Avenida Guadalajara
- Paseo Reforma
- Avenida Sánchez Taboada
- Avenida García
- Avenida Adolfo Ruiz Cortínez
- Bulevar Baja California